# I Love You Phillip Morris
I Love You Phillip Morris (englisch für ‚Ich liebe dich, Phillip Morris‘) ist eine Filmkomödie aus dem Jahr 2009 mit Jim Carrey und Ewan McGregor in den Hauptrollen, die auf der wahren Geschichte von Steven Jay Russell basiert.

## Handlung
Nach einem Verkehrsunfall entschließt sich der Familienvater Steven Russell endlich seine bis dahin geheimgehaltene Homosexualität auszuleben und beginnt ein ausschweifendes Leben in Florida. Da sich dieses als sehr kostspielig erweist, beginnt Steven, sich mit Betrügereien und vorgetäuschten Unfällen und den daraus resultierenden Versicherungssummen über Wasser zu halten. Nach einiger Zeit fliegt dies jedoch auf und er landet im Gefängnis, wo er in der Gefängnisbibliothek den ebenfalls schwulen Phillip Morris trifft. Die beiden verlieben sich ineinander und Steven gelingt es durch verschiedene Bestechungen in eine gemeinsame Zelle mit Phillip verlegt zu werden.
Später wird Steven jedoch in ein anderes Gefängnis verlegt und kurz darauf entlassen. Seine neue Freiheit nutzend bemüht er sich, auch Phillip aus dem Gefängnis zu bekommen, was ihm durch verschiedene Eingaben schließlich auch gelingt. Die beiden ziehen zusammen. Jedoch erweist sich Stevens Lebensstandard bzw. der Lebensstandard, den er Phillip bieten möchte, als zu hoch, um ihn auf legalem Wege finanzieren zu können, und er beginnt wieder mit Betrügereien. In der Folge wird er zu weiteren Gefängnisstrafen verurteilt, Phillip wegen angenommener Mittäterschaft ebenso. Um sich selbst und Phillip zu befreien, täuscht er seinen eigenen Tod vor und kann als „Anwalt“ auch Phillip befreien. Man kommt ihm jedoch erneut auf die Schliche und diesmal wird er zu lebenslanger Haft verurteilt. Im Abspann erfährt man, dass Phillip 2006 entlassen wurde und Steven 23 Stunden am Tag alleine in seiner Zelle verbringen muss.

## Veröffentlichung
Die Premiere fand am 18. Januar 2009 am Sundance Film Festival statt. Um einen Verleih in den Vereinigten Staaten zu finden, wurde der Film, der auch heterosexuelle Szenen enthält, wegen schwuler sexueller Szenen im März 2009 neu geschnitten. Im Mai 2009 wurde bekanntgegeben, dass die Consolidated Pictures Group die Rechte für den Vertrieb erworben habe.
In den Vereinigten Staaten war ursprünglich der Filmstart zuerst am 26. März 2010 geplant gewesen, dann wurde für 30. April ein Anlauf in ausgesuchten Kinos angekündigt und dann auf unbestimmte Zeit verschoben. Kurz darauf wurde bekannt, dass eine begrenzte Aufführung am 30. Juli starten würde und am 6. August der landesweite Start geplant sei. Am 3. Juni wurde dann bekannt, dass der Filmstart wegen Rechtsstreitigkeiten vor einem Gericht auf Oktober 2010 verschoben wurde. Letztendlich startete er in den USA am 3. Dezember.
In Deutschland wurde der Film am 7. Februar 2009 während des European Film Market uraufgeführt. Deutschsprachiger Kinostart war am 18. März 2010 in der Schweiz, am 29. April in Deutschland und am 16. Juli in Österreich. Der Film wird seit 2010 auch in Osteuropa, Asien und Südamerika gezeigt. Seit November 2010 ist er in Europa auf DVD erhältlich.

## Kritiken
I Love You Phillip Morris erhielt ein gutes Presseecho, was sich auch in den Auswertungen US-amerikanischer Aggregatoren widerspiegelt. So erfasst Rotten Tomatoes überwiegend/größtenteils positive Besprechungen und ordnet den Film dementsprechend als „Zertifiziert Frisch“ ein. Laut Metacritic fallen die Bewertungen im Mittel „Grundsätzlich Wohlwollend“ aus.

„Die auf realen Ereignissen basierende Geschichte eines Trickbetrügers findet keine Balance zwischen überdrehter Komödie und Drama. Der Mut, eine schwule Liebesbeziehung als romantisches Star-Kino zu inszenieren, wird zudem durch den übertrieben ironischen Gestus konterkariert.“

„Bisweilen hat man den Eindruck, als hätten sich Regie, Drehbuch und Cast allesamt aus heterosexueller Perspektive ihre Version von Homosexualität zusammengeschustert.“